# 拉多萬鄉 (多爾日縣)
44°10′N 23°37′E / 44.167°N 23.617°E
拉多萬鄉（羅馬尼亞語：Comuna Radovan, Dolj），是羅馬尼亞的鄉份，位於該國西南部，由多爾日縣負責管轄，面積49平方公里，海拔高度112米。

## 人口相关
2007年人口1,323，人口密度每平方公里27人。